# FCI Levadia II Tallinn
Maillots
Le FCI Levadia II Tallinn est un club estonien de football basé à Tallinn. Il s'agit de l'équipe réserve du FCI Levadia Tallinn.

## Historique

### Histoire
Le club est connu sous le nom de FC Levadia Tallinn, en tant que club indépendant, jusqu'en 2004 (à ne pas confondre avec l'actuel FC Levadia Tallinn, connu en tant que Levadia Maardu jusqu'en 2004). Depuis 2004, à cause de son statut d'équipe réserve, le Levadia II ne peut plus disputer la Meistriliiga, la première division estonienne.
Le club remporte la Coupe d'Estonie de football en 2002, battant l'équipe première équipe du  FC Levadia Tallinn en finale.

### Dates importantes
- 1999 : fondation du club sous le nom de FC Maardu
- 2001 : le club est renommé Levadia Tallinn
- 2002 : 1re participation à une Coupe d'Europe (C3, saison 2002/2003)
- 2004 : le club est renommé Levadia II Tallinn

## Bilan sportif

### Palmarès
- Coupe d'Estonie (1)
  - Vainqueur : 2002 (en tant que Levadia Tallinn)

- Supercoupe d'Estonie
  - Finaliste : 2002 (en tant que Levadia Tallinn)

- Championnat d'Estonie D2 (6)
  - Champion : 2006, 2007, 2008, 2009, 2010 et 2013
  - Vice-champion : 2004, 2005, 2014, 2015 et 2022

### Bilan européen
| Saison    | Compétition | Tour              | Club             | Domicile | Extérieur | Total |
| --------- | ----------- | ----------------- | ---------------- | -------- | --------- | ----- |
| 2002-2003 | Coupe UEFA  | Tour préliminaire | Maccabi Tel-Aviv | 0 - 2    | 0 - 2     | 0 - 4 |

Légende
- Victoire ou qualification pour le tour suivant
- Match nul
- Défaite ou élimination de la compétition